# 布法勞中心 (愛荷華州)
布法勞森特（英語：Buffalo Center）是一個位於美國愛荷華州溫納貝戈縣的城市。

## 地理
布法勞森特的座標為43°23′11″N 93°56′54″W / 43.38639°N 93.94833°W，而該地的平均海拔高度為363米（即1191英尺）。

## 人口
根據2010年美國人口普查的數據，布法勞森特的面積為2.77平方千米，當中陸地面積為2.77平方千米，而水域面積為0.00平方千米。當地共有人口905人，而人口密度為每平方千米326人。